# Alain Dogou
Alain Dogou, est un homme politique ivoirien, né le 19 juillet 1964 à Aboisso. Il est vice président de la Commission électorale indépendante (Côte d'Ivoire). 

## Biographie
Alain Dogou est un homme politique de la Côte d'Ivoire né le le 19 Juillet 1964 à Aboisso. Ancien directeur au sein du cabinet avec Emile Boga Doudou, il a été ministre de la défense et du volontariat dans le gouvernement Aké N'Gbo, non reconnu internationalement, du 5 décembre 2010 au 11 avril 2011 pendant la crise gouvernementale de 2010/2011. 

### Carrière politique
En tant que membre du gouvernement Aké N'Gbo, Alain Dogou a été soumis à des sanctions de l'union européenne à partir du 11 janvier 2011. Il n'a pas été autorisé à entrer dans l'UE et ses fonds ont été gelés. Alain Dogou est un écrivain, s'exprimant sur le fait politique de la Côte d'Ivoire. Alors membre de la Commission Electorale Indépendante (CEI) , avait été suspendu de la commission mais pendant les élections présidentielle de 2020 il a été reconduit dans ladite commission. Par ailleurs vice-président de la Commission Electorale Indépendante.